# Rhyparus sculpturatus
Rhyparus sculpturatus är en skalbaggsart som beskrevs av Cartwright och Robert E. Woodruff 1969. Rhyparus sculpturatus ingår i släktet Rhyparus och familjen Aphodiidae. Inga underarter finns listade i Catalogue of Life.